# YIPF4
YIPF4 (англ. Yip1 domain family member 4) – білок, який кодується однойменним геном, розташованим у людей на короткому плечі 2-ї хромосоми.  Довжина поліпептидного ланцюга білка становить 244 амінокислот, а молекулярна маса — 27 083.
| 10         |  | 20         |  | 30         |  | 40         |  | 50         |
| ---------- |  | ---------- |  | ---------- |  | ---------- |  | ---------- |
| MQPPGPPPAY |  | APTNGDFTFV |  | SSADAEDLSG |  | SIASPDVKLN |  | LGGDFIKEST |
| ATTFLRQRGY |  | GWLLEVEDDD |  | PEDNKPLLEE |  | LDIDLKDIYY |  | KIRCVLMPMP |
| SLGFNRQVVR |  | DNPDFWGPLA |  | VVLFFSMISL |  | YGQFRVVSWI |  | ITIWIFGSLT |
| IFLLARVLGG |  | EVAYGQVLGV |  | IGYSLLPLIV |  | IAPVLLVVGS |  | FEVVSTLIKL |
| FGVFWAAYSA |  | ASLLVGEEFK |  | TKKPLLIYPI |  | FLLYIYFLSL |  | YTGV       |

A: Аланін

C: Цистеїн

D: Аспарагінова кислота

E: Глутамінова кислота

F: Фенілаланін

G: Гліцин

I: Ізолейцин

K: Лізин

L: Лейцин

M: Метіонін

N: Аспарагін

P: Пролін

Q: Глутамін

R: Аргінін

S: Серин

T: Треонін

V: Валін

W: Триптофан

Локалізований у мембрані, апараті гольджі.